# Polythene Pam
Polythene Pam (Lennon/McCartney) är en låt av The Beatles inspelad och utgiven 1969.

## Bakgrund och komposition
Låten skrevs av Lennon under the Beatles vistelse i Indien 1968. Då den inte blivit rätt inspelad under sessionerna till The Beatles (även känt som "the White Album"), spelades den in igen som en demo hemma hos George Harrison i Kinfauns. Lennon skulle senare beskriva låten, tillsammans med Mean Mr. Mustard som "a bit of crap I wrote in India".
Lennon lånade spelstilen på den akustiska gitarren från The Whos Pinball Wizard for "Polythene Pam".
Polythene är en brittisk variant av ordet polyeten, ett plastmaterial. Namnet Polythene Pam kommer från smeknamnet för ett tidigt Beatlesfan från då de spelade på Cavern Club, vid namn Pat Hodgett (numera Dawson), som ofta åt polyeten. She became known as 'Polythene Pat'. She said in an interview, "I used to eat polythene all the time. I'd tie it in knots and then eat it. Sometimes I even used to burn it and then eat it when it got cold."